# شهرستان آنتلوپ (نبراسکا)
شهرستان آنتلوپ، نبراسکا (به انگلیسی: Antelope County, Nebraska) یک سکونتگاه مسکونی در ایالات متحده آمریکا است که در نبراسکا واقع شده‌است.

## خصوصیات
شهرستان آنتلوپ ۲٬۲۲۳ کیلومترمربع مساحت دارد.